# 2017년 정동진독립영화제
제19회 정동진독립영화제는 2017년 8월 4일에 열린 시상식이다.

## 수상 및 후보

### 땡그랑동전상
- 내 친구 정일우 - 김동원 수상
- 걸스온탑 - 이옥섭 외 1명 수상
- 맥북이면 다 되지요 - 장병기 수상

### 섹션1
- 시시콜콜한 이야기 - 조용익
- 허수아비 섬 - 박혜미
- 마리아들 - 배채윤
- 장례난민 - 한가람

### 섹션2
- 방구의 무게 - 박단비
- 그린 라이트 - 김성민
- 걸스온탑 - 이옥섭 외 1명
- 야간근무 - 김정은

### 섹션3
- 전학생 - 전희욱
- 변성기 - 박준호
- 익수프레스 투어 - 김영록
- 빅 피쉬 - 박재범 외 1명

### 섹션4
- 벨빌 - 정원희
- 맥북이면 다 되지요 - 장병기
- 시소 - 차유경
- 위대한 손과 불가사리 - 김민혜
- 내 차례 - 김나경

### 섹션5
- 능력소녀 - 김수영
- 미쎄스 로맨스 - 한병아
- 더 헌트 - 김덕중
- 우리아빠 환갑잔치 - 류연수
- 모모 - 장윤주

### 섹션6
- 내 친구 정일우 - 김동원

### 섹션7
- 튼튼이의 모험 - 고봉수